# Catasticta lycurgus
Catasticta lycurgus is een vlindersoort uit de familie van de witjes (Pieridae), onderfamilie Pierinae.
De wetenschappelijke naam van de soort werd in 1880 gepubliceerd door Godman & Salvin.